# Wyn Grant
Wyn Grant (* 1947) ist ein britischer Politikwissenschaftler und emeritierter Professor der University of Warwick. Er war von 2022 bis 2004 Vorsitzender der Political Studies Association (PSA).
Grant ist Absolvent der University of Leicester, der University of Strathclyde und der University of Exeter. Er ist seit 1971 an der University of Warwick tätig. Seine Hauptforschungsgebiete sind Landwirtschaftspolitik und Lebensmittelproduktion sowie eine Ökonomie des Fußballs.
2010 wurde ihm der Diamond Jubilee Lifetime Achievement Award der PSA verliehen.

## Schriften (Auswahl)
- The development of a discipline. The history of the Political Studies Association. Wiley-Blackwell, Chichester/Malden 2010, ISBN 978-1-4443-3210-0.
- Economic policy in Britain. Houndmills/Palgrave, Basingstoke/New York 2002, ISBN 0-333-92889-X.
- Pressure groups and British politics. 3. Auflage, Houndmills/St. Martin’s Press, Basingstoke/New York 2000, ISBN 0-312-22648-9.
- The organization of business interests in the UK food processing industry. Wissenschaftszentrum Berlin, Berlin 1983.
- The organization of business interests in the UK construction industry. Wissenschaftszentrum Berlin, Berlin 1983.
- The political economy of industrial policy. Butterworths, London/Boston 1982. ISBN 0-408-10765-0.